# Pogromo de Iași
El pogromo de Iași fue la matanza de judíos más famosa del holocausto en Rumanía, parte de una serie de matanzas que precedieron a la deportación y exterminio de los judíos rumanos de Bucovina y Besarabia, así como de los de Transnistria. La matanza, en la que perdieron la vida varios miles de personas —el número exacto se desconoce, quizá alrededor de ocho mil—, tuvo lugar en la capital moldava entre el 27 de junio y el 7 de julio de 1941 y en dos trenes de deportados de la ciudad.
El pogromo lo organizaron el servicio de espionaje (Servicio de Información Especial, SSI), la Sección II del Estado Mayor —encargada de la vigilancia de los partidos políticos y las minorías— y los servicios secretos alemanes, principalmente la Abwehr. La mañana del 26 de junio, tras el comienzo de la operación Barbarroja,  Iași sufrió un segundo bombardeo soviético, esta vez con graves consecuencias. Este segundo ataqué agudizó la hostilidad hacia los judíos locales; autoridades militares aseguraban haber encontrado miembros de la comunidad en los aviones soviéticos derribados y haber detectado paracaidistas enemigos en la ciudad.
La noche del sábado 29, después de que un avión —posiblemente alemán— lanzase una bengala de señales, se comenzaron a oír disparos en la ciudad que intimidaron a las unidades que la estaban cruzando camino del frente. Las tropas se desplegaron por la ciudad disparando, aunque no había habido víctimas alemanas o rumanas en los tiroteos. La mañana del 29 y tras nuevos tiroteos, más judíos fueron asesinados, mientras que se trasladaba a otros en columnas a la comisaría central, en medio del maltrato de militares —rumanos y alemanes— y civiles. Las propias autoridades policiales y militares, al tiempo que acusaban a los judíos y comunistas de atacar a las tropas y de aterrorizar la ciudad, admitían que las unidades no habían sufrido baja alguna y no se había encontrado a ninguno de los supuestos francotiradores ni armas en posesión de los hebreos a los que se había registrado. Tras rodear la comisaría y las calles adyacentes, los soldados alemanes y rumanos y los gendarmes así como algunos civiles comenzaron a disparar a la multitud encerrada en ella alrededor de las dos de la tarde. La matanza continuó intermitentemente hasta las seis de la tarde.
Esa misma tarde, una reunión de responsables civiles y militares, con presencia alemana y permiso del Ministerio del Interior, decidió expulsar de la ciudad a los supervivientes; la orden se restringió más tarde a los «varones sospechosos». Los cerca de dos mil quinientos supervivientes  de la matanza de la comisaría comenzaron a trasladarse a la estación de ferrocarril a las ocho de la tarde. Con los vagones a su máxima capacidad, el tren partió la madrugada del día siguiente. La tarde del día 6, el tren alcanzó su destino, Calarasi. El recuento arrojó un total de mil setenta y seis supervivientes, sesenta y nueve de ellos moribundos, y otros veinticinco cadáveres. El tren había recorrido unos quinientos kilómetros en seis días y medio, en mitad del calor del verano, casi sin agua; en el traslado habían muerto más de mil cuatrocientas personas. Un segundo tren partió de Iași hacia las seis de la mañana del 1 de julio. Mil ciento noventa y cuatro de los deportados murieron y fueron enterrados en Podul Iloaei.
Se desconoce el número exacto del víctimas del pogromo pues, aunque se conoce con bastante exactitud el número de los que murieron en los trenes, no ocurre lo mismo con los asesinados en la ciudad.

## Antecedentes
Rumanía contaba con una larga tradición de antisemitismo gubernamental que se inició en 1867 y que en 1913 ya había producido ciento noventa y seis leyes discriminatorias. Iași, capital de Moldavia y con abundante población judía, era una ciudad de intenso antisemitismo, donde habían surgido tanto la LANC de Alexandru C. Cuza como la Guardia de Hierro. En el verano de 1941, contaba con una población de unos cien mil habitantes, de los que la mitad eran judíos.
Durante la precipitada retirada rumana de Bucovina y Besarabia en junio de 1940, cedidas a la URSS mediante ultimátum, ya se habían producido matanzas en la provincia. Al menos ciento treinta y seis judíos habían muerto a manos de los soldados rumanos en retirada. Solo en Dorohoi, una unidad había asesinado a unos cincuenta judíos, muchos de ellos ancianos y niños.
Más tarde, durante la fallida revuelta de la Guardia de Hierro contra el general Ion Antonescu que puso fin a la coalición de gobierno entre ambos en enero de 1941, al menos ciento veinte judíos murieron a manos de los legionarios. A pesar de la represión de la Guardia, muchos de sus miembros, así como del antisemita Partido Nacional Cristiano permanecieron en el régimen militar presidido por Antonescu que siguió a la abolición del Estado Nacional Legionario.
En los meses previos a la invasión de la URSS, el antisemitismo oficial se acentuó. Se presentaba a los judíos como elementos parásitos de la sociedad rumana y agentes soviéticos. El día antes del comienzo del ataque, el 21 de junio, Antonescu ordenó que todos los judíos varones entre dieciocho y sesenta años que residiesen entre el Siret y el Prut fuesen deportados al sur del país, mientras sus familias quedaban confinadas en algunas ciudades, según él por petición alemana. La cercanía de la capital moldava al frente y su numerosa población hebrea preocupaba a los mandos militares alemanes y rumanos.

## Vísperas
El pogromo lo organizaron el servicio de espionaje (Servicio de Información Especial, SSI), la Sección II del Estado Mayor —encargada de la vigilancia de los partidos políticos y las minorías— y los servicios secretos alemanes, principalmente la Abwehr. El SSI había formado un grupo, el «primer nivel operativo», formado por unos ciento sesenta hombres, para frustrar posibles intentos de sabotaje, espionaje o terrorismo en la zona del frente. Lo encabezaba el propio jefe del servicio, Cristescu. Una de las tareas oficiosas de este grupo era la eliminación, bien mediante deportación o mediante exterminio, de la comunidad judía moldava. El grupo participó más tarde también en las matanzas de Kishinev y Odesa. El «primer nivel operativo» despachó un equipo —dividido en varios grupos— a la ciudad para coordinar la operación con los mandos militares y policiales, mientras el vice primer ministro Mihai Antonescu se encargaba de coordinar al SSI y a los comandantes alemanes destacados en la zona, además de a la embajada alemana. El teniente coronel Ionescu Micandru, responsable de la sección G (Alemania), acompañado del agregado de la Abwehr en la embajada alemana y del oficial de enlace del SSI, visitó al comandante de la 14.ª División para coordinar la participación de la unidad en el pogromo. Otro grupo del SSI había llegado a la ciudad cinco días antes para encargarse de la coordinación con la policía. Se sabe que una tercera unidad, dirigida por un hermano de Cristescu, participó también en el pogromo y recopiló un álbum de fotografías de la matanza que envió al vice primer ministro, pero se desconocen los detalles de su actividad. El comandante del einsatzgruppe D, Otto Ohlendorf, también participó en los preparativos. El general Antonescu no ordenó el pogromo, pero sí las acciones de represalia por los supuestos ataques de los judíos a las tropas que desencadenaron la matanza, al tiempo que dejaba la gestión de la Administración en manos del vicepresidente, que había preparado la acción.
El 17 o 18 de junio, tres unidades («legiones») destinadas a garantizar de las regiones recuperadas de la URSS una vez retomadas, recibieron orden de «limpiar el terreno» como primera tarea en estas provincias, lo que incluía el asesinato de los judíos que residían en las zonas rurales o la concentración en guetos de aquellos que vivían en las ciudades.
El 21, periódicos que llevaban meses atizando el odio a los judíos indicaban en sus ediciones que había llegado el momento de liberar Besarabia y de vengarse de los judíos, a los que acusaban de la humillación militar del año anterior. Las expresiones de antisemitismo en los diarios se repitieron en el número especial del día siguiente, el primero de la operación Barbarroja.
Tras el comienzo de los combates, las fuerzas aéreas soviéticas atacaron la ciudad el 24, aunque con escaso efecto. El ataque, sin embargo, sirvió para que fuerzas antisemitas de la ciudad, incluyendo legionarios, miembros de la LANC y miembros del Ejército, desatasen una campaña de acusación a la comunidad judía de estar colaborando con los soviéticos y haber facilitado el ataque de los aviones enemigos. Al día siguiente, policías locales comenzaron a indicar a la población cristiana que marcase sus hogares con cruces, acción que en Dorohoi en 1940 había precedido a las matanzas de judíos. Ese mismo día, se envió a varios judíos a cavar fosas en el cementerio hebreo. La mañana del 26, la ciudad sufrió un segundo bombardeo soviético, esta vez con graves consecuencias: varios edificios importantes resultaron dañados y las bombas causaron unos seiscientos muertos, treinta y ocho de ellos, judíos. Este segundo ataqué agudizó la hostilidad hacia los judíos locales; autoridades militares aseguraban haber encontrado miembros de la comunidad en los aviones soviéticos derribados y haber detectado paracaidistas enemigos en la ciudad. Esa misma tarde, se convocó a los dirigentes de la comunidad judía en la comisaría central de la ciudad y se les acusó de colusión con «pilotos judío-soviéticos derribados». Los responsables policiales y militares de la ciudad reforzaron las comisarías locales con gendarmes y ordenaron el registro de las casas en busca de saboteadores y espías. El registro acabó con trescientos diecisiete judíos detenidos, acusados de poseer linternas o paños rojos.
La misma noche del viernes, se detuvo sin cargos a un joven judío. Al día siguiente, se le trasladó junto con otros cinco jóvenes hebreos al cementerio judío de Pacurari, donde encontraron amplias fosas excavadas días antes por orden de las autoridades, sin que se les informase de para qué se les enviaba allí. Tras varias horas de inactividad, comenzaron a llegar los carros de la basura cargados con los cadáveres de las primeras víctimas de a matanza.

## Pogromo en la ciudad
El sábado 28, treinta soldados, dirigidos por un sargento que ya había asesinado a algunos judíos en los días anteriores, saquearon unas casas con la excusa de buscar una radio. Detenido por la policía y por las autoridades militares, se le liberó poco después. En el informe sobre los saqueos, Lupu anotó que las casas cristianas del distrito que había sufrido el ataque se habían marcado con una cruz para facilitar la identificación de las judías. El mismo día, comenzaron a aparecer carteles animando a la población a asesinar a los judíos, acusados de comunistas.
Alrededor de las nueve de la noche, después de que un avión —posiblemente alemán— lanzase una bengala de señales, se comenzaron a oír disparos en la ciudad que intimidaron a las unidades que la estaban cruzando camino del frente. Las autoridades policiales y militares enviaron patrullas para arrestar a los supuestos francotiradores. Las tropas se desplegaron por la ciudad disparando, aunque no había habido víctimas alemanas o rumanas en los tiroteos. Se extendió el rumor de que paracaidistas enemigos campaban por la ciudad y durante toda la noche grupos de soldados alemanes, rumanos, gendarmes y civiles la recorrieron, saqueando y asesinando judíos. El informe policial del día siguiente a la capital acusaba a comunistas rumanos y judíos de haber utilizado ametralladoras para causar el pánico y entorpecer el paso de las tropas y de ser esta la causa de los registros domiciliarios.
La noche del 28, Antonescu ordenó por teléfono al coronel C. Lupu, comandante de la guarnición local, que asegurase la seguridad de la ciudad y ejecutase a todos los habitantes de las casas desde las que se disparase a las tropas, menos a los niños. Mandó asimismo la deportación de toda la población local (incluidos mujeres y niños) a los campos de internamiento de Tirgu Jiu. A la mañana siguiente, uno de los mandos policiales de la ciudad reunió a sus subordinados y les ordenó no interferir con las acciones que pudiese tomar el Ejército.

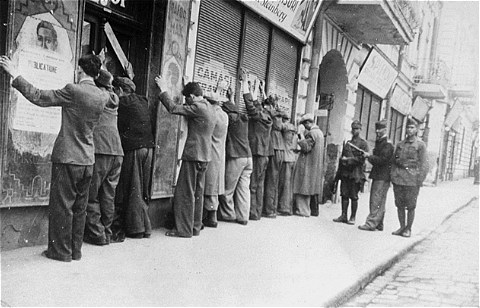
Registro de sospechosos durante los días de las matanzas.

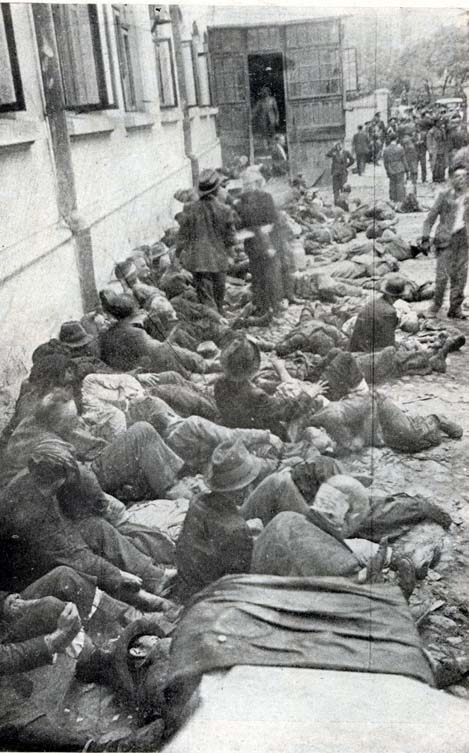
Judíos encerrados en la comisaría central de la ciudad el 29 de junio.

La mañana del 29 y tras nuevos tiroteos —el jefe de policía Chirilovici acusó a los judíos de haber ametrallado a columnas de soldados alrededor de las tres de la madrugada—, más judíos fueron asesinados, mientras que se trasladaba a otros en columnas a la comisaría central, en medio del maltrato de militares —rumanos y alemanes— y civiles. La policía no intervino. Las propias autoridades policiales y militares, al tiempo que acusaban a los judíos y comunistas de atacar a las tropas y de aterrorizar la ciudad, admitían que las unidades no habían sufrido baja alguna y no se había encontrado a ninguno de los supuestos francotiradores ni armas en posesión de los hebreos a los que se había registrado. Las calles se llenaron con los cadáveres de los que eran incapaces de seguir en las columnas y eran asesinados a tiros y de otros muertos sin miramientos. En algunos casos, a las detenciones le siguieron el robo de las propiedades de los detenidos, tanto por civiles como por militares. En ocasiones, algunos civiles y militares evitaron alguna matanza, mientras que en otros los judíos detenidos lograron sobornar a sus captores. En las orillas del río Bahlui, el vicecomisario principal de la ciudad, alertado, logró evitar el ametrallamiento de una columna de entre ochocientas y mil personas. Finalmente, miles de judíos quedaron encerrados en el patio de la comisaría central (chestura), alrededor de cinco mil al anochecer. Las autoridades policiales liberaron entre doscientos y dos mil, pero algunos fueron asesinados a pesar de los documentos que lo acreditaban, mientras que otros fueron arrestados de nuevo. Soldados alemanes, gendarmes, policías y civiles rumanos asesinaron a golpes a algunos rumanos a las puertas de la comisaría. Tras rodear la comisaría y las calles adyacentes, los soldados alemanes y rumanos y los gendarmes así como algunos civiles comenzaron a disparar a la multitud encerrada en ella alrededor de las dos de la tarde. Ametrallados sin piedad, intentaron en vano huir del edificio. La matanza continuó intermitentemente hasta las seis de la tarde.

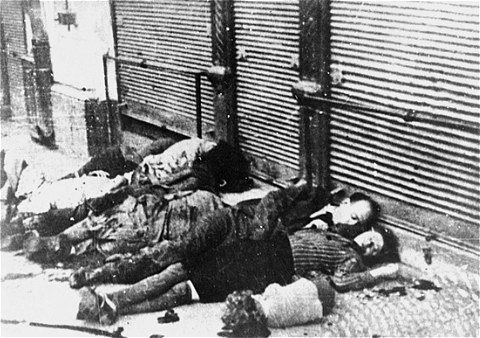
Víctimas de las matanzas, abandonadas en las calles de la ciudad.

Al menos entre quinientos y mil personas murieron en la matanza. Algunos heridos y moribundos fueron enterrados en vida junto con los muertos, apilados junto a estos para ser transportados por los camiones y carros que durante dos días retiraron los cadáveres. Un comunicado oficial posterior admitía la muerte de quinientas personas, acusadas de «judeo-comunistas», que habían sido ejecutadas por atacar a las tropas rumanas y alemanas.
Esa misma tarde, una reunión de responsables civiles y militares, con presencia alemana y permiso del Ministerio del Interior, decidió expulsar de la ciudad a los supervivientes. La orden, que afectaba al principio a toda la población, se restringió más tarde a los «varones sospechosos». Los cerca de dos mil quinientos supervivientes comenzaron a trasladarse a la estación de ferrocarril a las ocho de la tarde. Bajo vigilancia de policía rumana y soldados alemanes, se los subió a vagones de carga después de un lento recuento en la estación. El embarque comenzó alrededor de las once de la noche, tras permanecer los prisioneros tres horas de rodillas sufriendo el robo de ladrones que circulaban entre ellos ante la pasividad de los guardias. A pesar de que la estación contaba con entre ciento veinte y ciento ochenta vagones y algunos más para ganado que tenían buena ventilación, se decidió utilizar solo cincuenta de ellos —finalmente el número se redujo a treinta y cinco o treinta y seis—, de mercancías, y se bloqueó los reducidos portillos que permitían el paso del aire al interior. Con los vagones a su máxima capacidad, el tren partió la madrugada del día siguiente, mientras en la comisaría central se reunía a otro grupo de mil novecientos judíos para expulsarlos.
El mismo lunes, las autoridades comenzaron a deshacerse de los cadáveres. Algunos se enterraron en el cementerio judío, otros fueron lanzados al río —junto con algunos moribundos y heridos—. Durante todo el día, los asesinatos de pequeños grupos de judíos continuó en la ciudad, tanto a manos de rumanos como de alemanes. Según uno de los judíos forzados a cavar las tumbas de los asesinados, esta tarea llevó cuatro días de trabajo sin interrupción y se enterró a cerca de seis mil personas.
Ese mismo día y ante los informes de ataques judíos a las tropas alemanas y de una revuelta hebrea, Antonescu ordenó el ajusticiamiento esa misma noche de todos los judíos comunistas de la ciudad y de todos aquellos que poseyesen armas o banderas rojas, lo que sirvió como justificación oficial de la matanza que ya se había producido. El 1 de julio, la oficina presidencial publicó una nota indicando que quinientos judeocomunistas habían sido ejecutados en la ciudad por haber asaltado a las tropas alemanas y rumanas.

## Los trenes

### El primer tren
Dos trenes con deportados partieron de la ciudad, el primero el lunes 30. En el primero, con entre treinta y dos y treinta y nueve vagones de carga sellados, se apretujaban alrededor de dos mil quinientas personas, entre ochenta y ciento cincuenta por vagón. Las autoridades militares habían rechazado doce vagones porque, siendo para ganado, contaban con rendijas de ventilación. Soldados alemanes y policías rumanos encerraron a los deportados a golpes y luego sellaron con tablas los escasos agujeros de ventilación de los vagones. El primer tren siguió una ruta errática por las órdenes contradictorias recibidas. A las 23:45, el tren llegó a la localidad de Roman —solo a cuarenta kilómetros de Iași— tras unas diecisiete horas de viaje, donde permaneció cuatro horas. A los prisioneros no se les había entregado agua, a pesar del calor sofocante, ni les había permitido retirar las tablas para mejorar la ventilación de los abarrotados vagones. Más tarde, tras regresar a Tirgu Frumos por la tarde, se permitió la apertura de cuatro vagones, los menos llenos, de donde surgieron doscientos supervivientes, que se enviaron a la sinagoga local, no sin que se les robase por el camino y se asesinase a algunos de ellos. A continuación un oficial alemán y otro rumano —que deseaba asesinar al resto de prisioneros en el tren—, detuvieron la apertura de vagones.

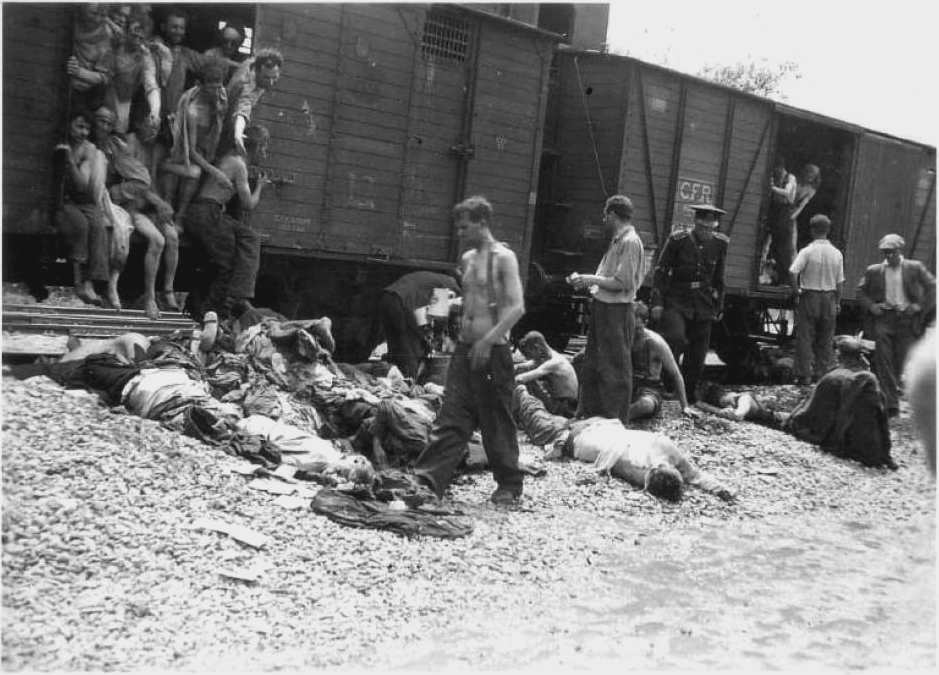
Víctimas de uno de los trenes de deportados de Iași.

Al amanecer del 1 de julio, llegó un destacamento de gendarmes desde Iași y su comandante ordenó la apertura del resto de los vagones. El alcalde ordenó a la policía traer a gitanos de la localidad para descargar los cadáveres por el intenso hedor. Se descargaron alrededor de seiscientos cincuenta cadáveres, que se enterraron en el cementerio judío. Después de convencer a los militares alemanes y rumanos que guardaban el tren, el alcalde consiguió entregar algo de comida y agua a los aún encerrados en él. Durante las diecinueve horas que el tren permaneció detenido, los vagones solo se abrieron para retirar los muertos. El tren se puso nuevamente en marcha alrededor de las cuatro de la tarde —un accidente en la línea evitó que se pusiese antes en marcha y permitió descargar parte de los cadáveres— y alcanzó Mirceşti la mañana siguiente, donde se descargaron otros trescientos veintisiete cadáveres. Los gendarmes que custodiaban ahora el tren abatieron a los desesperados que trataron de salir de él para poder beber de los charcos. Tras cruzar Sabaoani y alcanzar nuevamente Roman, se devolvió el tren a la primera población, donde se extrajeron otros trescientos muertos del tren. Después de un reconocimiento médico de los supervivientes, se les envió de nuevo a Roman, donde se descargaron cincuenta y tres cadáveres más. Finalmente, en Roman, la Cruz Roja pudo atender a los prisioneros y se les entregó algo de azúcar antes de continuar el viaje el día 4. En Mărășești se retiraron diez cadáveres y más tarde, en Inosesti, otros cuarenta. En Ploiesti, por fin se entregó agua y pan a los prisioneros. La tarde del día 6, el tren alcanzaba su destino, Calarasi. El recuento arrojó un total de mil setenta y seis supervivientes, sesenta y nueve de ellos moribundos, y otros veinticinco cadáveres. Varios de los que habían sobrevivido al viaje murieron en los días siguientes.
El tren había recorrido unos quinientos kilómetros en seis días y medio, en mitad del calor del verano, casi sin agua. En el traslado habían muerto más de mil cuatrocientas personas y se encerró a los supervivientes en el patio de un cuartel militar, donde las condiciones de trato mejoraron gracias a los sobornos de los guardias. Unos doscientos, la mitad niños, recibieron permiso para trasladarse a las sinagogas de la localidad. A finales de agosto, se los liberó y devolvió a Iași bajo escolta militar, que esta vez evitó cualquier maltrato.

### El segundo tren
El segundo tren partió de Iași hacia las seis de la mañana del 1 de julio. Dieciocho vagones cargaban con mil novecientas dos personas. En medio del calor veraniego y sin agua, el tren tardó ocho horas en recorrer veinte kilómetros, durante las que se produjeron centenares de víctimas por el apiñamiento y la falta de agua. Algunos de los prisioneros se suicidaron. El tren de hecho avanzó y retrocedió a lo largo de la línea y en una ocasión regresó a Iași para cargar más personas, a pesar de que el hacinamiento en los vagones era aun mayor que en el primer tren. Mil ciento noventa y cuatro de los deportados murieron y fueron enterrados en Podul Iloaei. Se encerró a los supervivientes en la sinagoga de la población antes de repartirlos por hogares judíos y permitírseles varias semanas más tarde volver a Iași.

## Conclusiones
Se desconoce el número exacto del víctimas del pogromo pues, aunque se conoce con bastante exactitud el número de los que murieron en los trenes, no ocurre lo mismo con los asesinados en la ciudad. Los diplomáticos alemanes calculaban unos cuatro mil muertos, mientras que Curzio Malaparte estimaba unos siete mil. Documentos del Ministerio del Interior indican que hubo más de ocho mil muertos, aunque en el juicio de Antonescu se le acusó de haber causado diez mil y otros citan una cifra algo mayor, doce mil.
A pesar de los intentos de culpar a los alemanes de las matanzas, los documentos disponibles parecen probar la responsabilidad del SSI y de la sección II del Estado Mayor rumanos, que habrían organizado la matanza como parte de una serie para eliminar a los judíos. No solo las tropas alemanas, sino también las rumanas, ante la pasividad de sus mandos directos, participaron en las atrocidades. Los organizadores utilizaron a miembros de la Guardia de Hierro para iniciar las matanzas y lograr el apoyo de parte de la población local en ellas. Si bien no hay pruebas de que el Gobierno organizase directamente las matanzas, una vez estas estallaron Ion Antonescu aprobó las ejecuciones y Mihai Antonescu, las deportaciones. Varios de los responsables directos de las matanzas fueron condenados a cadena perpetua a trabajos forzados o a penas menores en junio de 1948.